# Aegoprepes antennator
Aegoprepes antennator es una especie de escarabajo de la familia Cerambycidae. Fue descrito científicamente por primera vez por Francis Polkinghorne Pascoe en 1871.